# تشارلز رايموند غورني
تشارلز رايموند غورني (بالإنجليزية: Charles Raymond Gurney)‏ هو طيار أسترالي، ولد في 22 مايو 1906 في Corowa ‏ في أستراليا، وتوفي في 2 مايو 1942.